# Cantone di Châteauvillain
Il Cantone di Châteauvillain è una divisione amministrativa dell'Arrondissement di Chaumont.
A seguito della riforma approvata con decreto del 17 febbraio 2014, che ha avuto attuazione dopo le elezioni dipartimentali del 2015, è passato da 14 a 38 comuni.

## Composizione
I 14 comuni facenti parte prima della riforma del 2014 erano:
- Aizanville
- Blessonville
- Braux-le-Châtel
- Bricon
- Châteauvillain
- Cirfontaines-en-Azois
- Dinteville
- Laferté-sur-Aube
- Lanty-sur-Aube
- Latrecey-Ormoy-sur-Aube
- Orges
- Pont-la-Ville
- Silvarouvres
- Villars-en-Azois

Dal 2015 i comuni appartenenti al cantone sono i seguenti 38:
- Aizanville
- Arc-en-Barrois
- Aubepierre-sur-Aube
- Autreville-sur-la-Renne
- Blaisy
- Blessonville
- Braux-le-Châtel
- Bricon
- Bugnières
- Châteauvillain
- Cirfontaines-en-Azois
- Colombey-les-Deux-Églises
- Coupray
- Cour-l'Évêque
- Curmont
- Dancevoir
- Dinteville
- Giey-sur-Aujon
- Gillancourt
- Juzennecourt
- Lachapelle-en-Blaisy
- Laferté-sur-Aube
- Lamothe-en-Blaisy
- Lanty-sur-Aube
- Latrecey-Ormoy-sur-Aube
- Lavilleneuve-au-Roi
- Leffonds
- Maranville
- Montheries
- Orges
- Pont-la-Ville
- Rennepont
- Richebourg
- Rizaucourt-Buchey
- Silvarouvres
- Vaudrémont
- Villars-en-Azois
- Villiers-sur-Suize